# 鉸剪春蜓
鉸剪春蜓（學名：Sinogomphus formosanus）為臺灣特有種動物。主要分佈於臺灣中、北部海拔2000公尺以下的山區溪流。成蟲出現於４~７月，雄蟲複眼為褐綠色，顏面是黑色，額頭上方有一個黃斑，胸部呈黃色，側面有２條黑斑，翅膀透明，翅膀基部起約五分之一面積為橙褐色，腹部呈黑色，１~２節側面有黃色橫斑，之後每個腹節都有小黃斑。雌蟲與雄蟲相似，腹部黃斑比雄蟲發達。
其种加词“formosanus”意为“台湾的”。